# Denis Ruellan
 (février 2024).
Si vous disposez d'ouvrages ou d'articles de référence ou si vous connaissez des sites web de qualité traitant du thème abordé ici, merci de compléter l'article en donnant les références utiles à sa vérifiabilité et en les liant à la section « Notes et références ».
Denis Ruellan, né en 1960, est un enseignant-chercheur spécialisé dans la communication connu pour ses travaux sur le journalisme.

## Carrière
Après une première carrière de journaliste et documentariste, et avec trois ouvrages à son actif (l’un sur Le Brésil, 1989; l’autre, sur les Reporters : le voyage d'Afghanistan, 1992, un dernier, à titre de photographe, sur les Pionniers d'Amazonie, 1992)[réf. souhaitée], Denis Ruellan obtient en 1992 un doctorat de l’Université de Rennes II en soutenant une thèse sur Le professionnalisme des reporters : espaces de travail et modes de production (sous la direction de Armand Mattelart).
Denis Ruellan est élu maitre de conférences en 1992 à l’IUT de Lannion (Université de Rennes I)[réf. souhaitée] où il dirige le DUT en « Information et communication ». Avec Yvon Rochard, il crée l’option « Journalisme » en 1996[réf. souhaitée], qui est agréée en 2003 comme l’une des douze formations en journalisme par la Conférence nationale des métiers du journalisme (CPNEJ)[réf. souhaitée].
Membre associé du Môle armoricain de recherche sur la société de l'information et les usages d'internet (M@rsouin)[réf. souhaitée], il devient co-responsable de l'Observatoire des NTIC et des métiers (Lannion)[réf. souhaitée].
En 1992, Denis Ruellan est habilité à diriger des recherches par l’Université de Rennes 1[réf. souhaitée] et est élu en 2001 professeur des universités[réf. souhaitée]. En 2015, il rejoint le CELSA (Sorbonne Université) dont il devient directeur-adjoint.
Denis Ruellan participe également comme scénariste à des documentaires (Les pionniers de l'Amazonie, de Elizeu Ewald, 1991; Le Bouillon d'Awara, de César Paes et Marie-Clémence Blanc-Paes, 1996)[réf. souhaitée].
Il est le co-éditeur de la revue scientifique internationale Sur le journalisme – About journalism – Sobre jornalismo. [réf. souhaitée]
Il a reçu le Prix des Assises du journalisme et de l’information (Poitiers) en 2012.
En 2018, il préside la Conférence nationale des métiers du journalisme (CNMJ)[réf. souhaitée].
Il est membre du Groupe de recherches interdisciplinaires sur les processus d’information et de communication (GRIPIC) depuis 2015[réf. souhaitée].

## Publications
- Denis Ruellan et Alain Ruellan, Le Brésil, Paris, Karthala, 1989 (ISBN 9782865372287)
- Philippe Hamelin (photogr. Denis Ruellan), Pionniers d'Amazonie, Paris & Lausanne, Syros-Alternatives & ORSTOM, 1989 (ISBN 2-86738-687-X)
- Denis Ruellan et Pascal Pugin, Reporters : le voyage d'Afghanistan, Paris, Karthala, 1992
- Denis Ruellan, Le professionnalisme du flou : identité et savoir-faire des journalistes français, Grenoble, Presses universitaires de Grenoble, 1993 (ISBN 2-7061-0503-8)
- Jean-François Lacan, Michael Palmer et Denis Ruellan, Les journalistes : stars, scribes et scribouillards, Paris, Syros, 1994, 278 p. (ISBN 2-867-38999-2) Traduction partielle de l'ouvrage en roumain : Jurnalistii. Vedete, scribi sau contopisti, Bucarest, Tritinic, 2002, 198 p.
- Denis Ruellan, Les pro du journalisme : de l'état au statut, la construction d'un espace professionnel, Rennes, Presses universitaires de Rennes, 1997 (ISBN 2-86847-234-6)
- Denis Ruellan et Daniel Thierry, Journal local et réseaux informatiques : travail coopératif, décentralisation et identité des journalistes, Paris, L’harmattan, 1998 (ISBN 2-7384-6879-9)
- Denis Ruellan, Nous, journalistes : déontologie et identité, Grenoble, Presses universitaires de Grenoble, 2011 (ISBN 978-2-7061-1680-3)
- Denis Ruellan (postface François Demers), Le journalisme défendu : modèles de l'action syndicale, Rennes, Presses universitaires de Rennes, 2011 (ISBN 978-2-7535-2904-5)
- Denis Ruellan, Les «Pro» du journalisme : De l'état au statut, la construction d'un espace professionnel, Rennes, Presses universitaires de Rennes, 2015 (ISBN 978-2-7535-3936-5)
- Florence Le Cam et Denis Ruellan, Émotions de journalistes : sel et sens du métier, Grenoble, Presses universitaires de Grenoble, 2017 (ISBN 978-2-7061-2704-5)
- Denis Ruellan, Reportères de guerre : goût et coûts, Paris, Presses des Mines, 2018 (ISBN 978-2-35671-531-9)